# Dálnice D48
Dálnice D48 (do 31. prosince 2015 rychlostní silnice R48) bude po svém dokončení spojovat Bělotín, Nový Jičín, Frýdek-Místek a Český Těšín. Nejdelším otevřeným úsekem je úsek z Frýdku-Místku do Českého Těšína, kde na dálnici D48 navazuje čtyřpruhová silnice I/48 a dále polská rychlostní silnice S52. Je po ní vedena mezinárodní silnice E462 po trase Vídeň – Brno – Krakov a hraniční přechod Chotěbuz je nejzatíženější hraniční přechod do Polska.

## Historie
V dubnu 1963 byla usnesením vlády ČSSR určena silnice I/48 jako součást hlavní sítě a určena k přestavbě na moderní dvou a čtyřpruhové silnice. V roce 1973 byl zprovozněn úsek Nový Jičín – Příbor. Oproti moderním stavbám neměl tento úsek odděleny směry středovým svodidlem, ale šlo o směrově nedělený čtyřpruh. V roce 1976 byl otevřen úsek Bělotín-Polom. Na počátku 80. let 20. století byl zprovozněn obchvat Nového Jičína a po té byl stavěn úsek Polom-Starý Jičín, který byl otevřen v roce 1993. V ten moment se už šlo dostat z Bělotína do Nového Jičína čistě po této silnici. Na konci 80. let také byla postavena část východní části silnice a to obchvat Příbora zprovozněný v roce 1991. Poslední část, která byla postavena jako směrově nedělený čtyřpruh byla v roce 1995 úsek Příbor – Rychaltice. Takže v roce 1995 byla silnice postavena v délce 34 km čistě ve formě směrově neděleného čtyřpruhu. Ovšem už v roce 1990 byl tento koncept opuštěn a další úseky byly stavěny už jako směrově oddělené.

### Po sametové revoluci
Po roce 1989 vzrostla tranzitní a kamionová doprava po silnici a na hraničním přechodu vznikaly dlouhé kolony nákladních aut, které tam čekaly na celní odbavení. Proto byl postaven už jako dělený čtypřuh obchvat Českého Těšína mezi silnicí I/11 a hraničním mostem, což snížilo množství dopravy přes Chotěbuz. Tento úsek byl otevřen v roce 1997. V roce 2000 byla otevřena mimoúrovňová křižovatka v Rychalticích, také rekonstruován most přes Ondřejnici a postavila se tam křižovatka. V roce 2004 byla otevřena druhá část obchvatu Českého Těšína, který vedl až ke křižovatce se silnicí II/648. V roce 2004 byl také zprovozněn úsek Frýdek-Místek - Dobrá, který složí jako obchvat obce Dobrá a stavěl se v letech 2000–2004. Tento úsek navázal na průtah Frýdkem-Místkem a odvedl dopravu z obce Dobrá. V roce 2006 pokračovala silnice v úseku Dobrá-Tošanovice a v roce 2007 v úseku Tošanovice-Český Těšín. Otevřením tohoto úseku vznikla rychlostní silnice jako ucelená stavba mezi Frýdkem-Místkem a Českým Těšínem. V roce 2007 byl postaven obchvat Bělotína a při stavbě tohoto obchvatu už byl vzata v potaz stavba dálnice D1, která taky měla být postavena v okolí této vesnice. V roce 2008 byl zprovozněn Přivaděč Bělotín a tímto byla silnice R48 připojena k dálnici D1, tento přivaděč má 580 metrů dlouhou estakádu.

### Silnice smrti
Podle měření a počítání aut po vstupu ČR do EU vzrostl provoz na I/48 několikanásobně. Podle měření z roku 1999 projelo po silnici 30 000 vozů denně, přičemž projektovaná zatíženost silnice byla 10 000 až 20 000 vozidel. První úseky dálnice se začaly přestavovat z rychlostní silnice v roce 2002. V roce 2002 se také na silnici začaly instalovat středové lanové svodidla, aby se zamezilo haváriím, při kterých přejede vozidlo do protisměru a způsobí velmi těžkou nehodu, když se v plné rychlosti střetlo čelně a nebo bočně s protijedoucím vozidlem. Kvůli těmto těžkým nehodám se silnici přezdívalo silnice smrti. Pro ilustraci – v roce 2000 bylo 174 dopravních nehod na této silnici a 16 mrtvých, v roce 2001 205 dopravních nehod a 12 mrtvých, 2002 191 nehod a 8 mrtvých, 2003 226 nehod a 6 mrtvých, 2004 267 nehod a 6 mrtvých, 2005 304 nehod a 5 mrtvých.

### Po roce 2008
Od 24. listopadu 2011 je v provozu také 1,5 km dlouhý úsek u Příbora, který byl vybudován v rámci stavby silnice I/58 Příbor-obchvat. Jedná se o MÚK D48 se silnicí I/58, úsek byl vybudován v parametrech dálnice jako přestavba původní silnice I/48.
Dne 13. prosince 2012 byl uveden do provozu úsek Rychaltice – Frýdek-Místek o délce 7,1 km. V úseku MÚK Rychaltice – motorest Hroch se jedná o přestavbu původní silnice I/48, za motorestem Hroch je D48 vedena v nové trase. V rámci stavby došlo k přestavbě původní neúplné MÚK Rychaltice (křížení D48 se silnicí II/486) na MÚK odpovídající dálničním standardům, tj. jde o zcela mimoúrovňové křížení s připojovacími a odpojovacími pruhy. Úsek je označen jako dálnice a je zpoplatněn mýtem. Skrz obec Lysůvky byl postaven 160 metrů dlouhý hloubený tunel Lysůvky s monolitickým stropem betonovaným na zemní skruži.
V úterý 15. prosince 2020 byl uveden do provozu úsek Rybí – Rychaltice o délce 11,5 km. Dne 2. září 2022 byla zprovozněna první část obchvatu Frýdku-Místku a to včetně napojení dálnice D56. Ve čtvrtek 22. prosince 2022 byla otevřena druhá část obchvatu v polovičním profilu. Celá stavba II. etapy obchvatu byla dokončena v polovině roku 2023.
U průmyslové zóny Nošovice je plánována nová MÚK kategorie R22,5/100, která by se měla začít stavět v roce 2027 s termínem dokončení v následujícím roce.
U vesnice Palačov se v roce 2023 začala stavět takzvaná Palačovská spojka, která propojí silnice I/35 a D48.
V roce 2023 byla během přestavby ze silnice I/48 na dálnici D48 laboratorními testy objeveno v úseku Palačov – Šenov u Nového Jičína, že povrch cca 2,5 km dálnice je nutnou vybourat, protože nesplňuje požadavky na odolnost proti zimní údržbě (sůl, solanka). Za chybu odpovídá dodavatelská firma Colas, která na vlastní náklady odstranila už položený beton a nahradila ho novým.

## Přehled úseků
| Číslo | Úsek                                                    | Délka    | Kategorie | Zahájení výstavby | Uvedení do provozu | Křižovatky                                                   |
| ----- | ------------------------------------------------------- | -------- | --------- | ----------------- | ------------------ | ------------------------------------------------------------ |
|       | 4801 Bělotín, přivaděč                                  | 1,6 km   | R24,5/100 | 11/2004           | 11/2008            |                                                              |
|       | 4802 Bělotín, obchvat                                   | 1,56 km  | R22,5/100 | 05/2004           | 08/2007            | Bělotín (exit 2) Bělotín-východ (exit 3)                     |
| T7A   | 4803.1 MÚK Bělotín–Rybí, I.etapa (Bělotín – Dub)        | 5,04 km  | D25,5/120 | 06/2021           | 12/2023            | Dub (exit 8)                                                 |
| Z57   | 4803.2 Dub-MÚK Palačov                                  | 3,7 km   | R25,5/100 | 06/2023           | plánováno 2026     | Palačov                                                      |
| T7C   | 4803.1 MÚK Bělotín–Rybí, I.etapa (Palačov – Šenov u NJ) | 8,13 km  | D25,5/120 | 06/2021           | 12/2024            | Starý Jičín (exit 14)                                        |
| T7B   | 4804 MÚK Bělotín-Rybí, II.etapa                         | 3,82 km  | D25,5/120 | plánováno 2026    | plánováno 2029     | Nový Jičín-západ Nový Jičín-východ                           |
|       | 4804.1 Rybí-MÚK Rychaltice, Příbor-obchvat              | 1,45 km  | R25,5/120 | 02/2009           | 11/2011            | Příbor-západ (exit 30)                                       |
| T8    | 4804.2 Rybí-MÚK Rychaltice, celý úsek                   | 11,53 km | R25,5/120 | 06/2017           | 12/2020            | Příbor-východ (exit 33)                                      |
| T9    | 4805 Rychaltice-MÚK Frýdek-Místek, západ                | 7,14 km  | R25,5/120 | 09/2009           | 12/2012            | Rychaltice (exit 38)                                         |
| T10A  | 4806.1 Frýdek-Místek, obchvat I.etapa                   | 4,25 km  | R25,5/120 | 05/2018           | 09/2022            | Frýdek-Místek-západ (exit 45/46) Frýdek-Místek-jih (exit 48) |
| T10B  | 4806.2 Frýdek-Místek, obchvat II. etapa                 | 4,32 km  | R25,5/120 | 09/2019           | 07/2023            | Frýdek-Místek-východ (exit 52)                               |
|       | 4807 MÚK Frýdek-Místek-východ-MÚK Dobrá                 | 5,62 km  | R22,5/100 | 06/2002           | 10/2004            | Dobrá (exit 54)                                              |
|       | 4808.1 Dobrá-Tošanovice                                 | 6,88 km  | R22,5/100 | 05/2004           | 10/2006            | Tošanovice (exit 62-64)                                      |
|       | 4809 Tošanovice-Žukov                                   | 7,85 km  | R22,5/100 | 04/2005           | 11/2007            |                                                              |

## Modernizace silnice
| Číslo | Úsek         | Délka  | Kategorie | Zahájení výstavby | Uvedení do provozu | Křižovatky |
| ----- | ------------ | ------ | --------- | ----------------- | ------------------ | ---------- |
| T20   | MÚK Nošovice | 1,2 km | R22,5/100 | plánováno 2027    | plánováno 2028     |            |